# Drávakeresztúr
Drávakeresztúr est un village et une commune du comitat de Baranya en Hongrie.